# Giulia Emmolo
Giulia Enrica Emmolo (Imperia, 16 ottobre 1991) è un'ex pallanuotista italiana.

## Biografia
Cresciuta nel vivaio della Rari Nantes Imperia, ha esordito in serie A1 con la stessa squadra ligure nella stagione 2008-09.
Con le nazionali giovanili ha conquistato due medaglie d'oro nello stesso anno, il 2008, ai campionati europei: quello categoria giovani a Gyor e quello juniores a Chania, ma già dall'anno precedente aveva esordito nella nazionale maggiore, con la quale ha preso parte a tre edizioni dei campionati mondiali: Melbourne 2007, Roma 2009 e Shanghai 2011, a due edizioni della World league, vincendo l'argento nel 2011, ed a due edizioni degli europei: nel 2010, conclusi ai piedi del podio, ed a quelli vittoriosi del 2012. A fine stagione 2018 (giugno), annuncia il rientro in Italia e nella stagione 2018-2019 indosserà la calottina del Rapallo. Dopo una stagione tra le file della compagine giallo-blu si trasferisce all'Associazione Sportiva Orizzonte Catania, dove conclude la sua carriera nel 2022.

## Palmarès

### Club
- Campionato italiano: 2

Imperia: 2013-14
Orizzonte Catania: 2020-21, 2021-22
- Coppe Italia: 1

Orizzonte Catania: 2020-21
- Coppe LEN: 2

Imperia: 2011-12, 2014-15
- Supercoppa LEN: 3

Imperia: 2012
Olympiakos: 2015
Orizzonte Catania: 2019
- Campionato greco femminile di pallanuoto: 3

Olympiakos: 2015-16, 2016-17, 2017-18

### Nazionale
- Olimpiadi

Rio 2016: 
- World League

Tianjin 2011: 
Kunshan 2014: 
- Europei

Eindhoven 2012: 
Belgrado 2016: 
- Mondiali

Kazan' 2015: 
- Oro ai campionati europei juniores: 1

Italia: Chania 2008
- Oro ai campionati europei giovani: 1

Italia: Gyor 2008